# جوني لوكاس
جوني لوكاس (بالإنجليزية: Johnny Lucas) هو لاعب كرة قاعدة أمريكي، ولد في 10 فبراير 1903 في غلن كاربون في الولايات المتحدة، وتوفي في 31 أكتوبر 1970 في ماريفيل في الولايات المتحدة.

## وصلات خارجية
- جوني لوكاس على موقعبيزبول رفرنس.كوم (الدوري الرئيسي) (الإنجليزية)